# Anthony John Robinson
Anthony John Backhouse Robinson  (22. srpnja 1925. – 24. srpnja 1982.) je bivši engleski hokejaš na travi. 
Osvojio je brončano odličje na hokejaškom turniru na Olimpijskim igrama 1952. u Helsinkiju igrajući za Uj. Kraljevstvo. Igrao je na trima susretima.
Na Olimpijskim igrama 1956. u Melbourne igrajući za Uj. Kraljevstvo je osvojio 4. mjesto. Igrao je na šestorima susretima.

## Vanjske poveznice
- Profil na Sports-Reference.com  Arhivirana inačica izvorne stranice od 21. listopada 2012. (Wayback Machine)
- Profil na Database Olympics